# Can Sabadell (Montmeló)
Can Sabadell és un edifici de Montmeló (Vallès Oriental) protegida com a bé cultural d'interès local.

## Descripció
Actualment s'hi accedeix per dues entrades diferents, perquè ha estat dividit en dues cases independents. El conjunt es troba format per tres blocs cúbics de diferents perímetres i alçades i tot ells coronats per uns merlets de rajola, escalonats.
L'entrada principal s'obre a l'angle de la torre més alta, sobre el mur de la qual hi ha diferents decoracions de rajola, entre les quals apareix a l'interior de sis arcuacions cegues l'escut de Barcelona i el de Catalunya, i al costat una inscripció que diu: "Restauración 1920. Primera piedra sicle XVII año XIIII". La mateixa inscripció es troba en la façana que dona a l'antic jardí, junt amb una altra que forma un semicercle sobre el balcó inferior i diu: "Masia Castell Canigó del Vallès".
En l'actualitat s'hi ha afegit edificis annexos independents que trenquen totalment l'estètica del conjunt, que en general ja es troba en bastant mal estat. L'edifici es troba tot ell arrebossat i decorat amb rajola de colors. A l'entrada del jardí hi ha un enreixat de ferro forjat.